# Renaissance Sportive de Berkane
El Renaissance Sportive de Berkane (àrab: النهضة الرياضية البركانية, an-Nahḍa ar-Riyāḍiyya al-Barkaniyya, ‘la Reinaixença Esportiva de Berkane’), també conegut com a Nahdat Berkane o RS Berkane, és un club de futbol marroquí de la ciutat de Berkane.
Va ser fundat el 1938 amb el nom Association Sportive de Berkane. El 1953 esdevingué Union Sportive Musulmane de Berkane. El 1966 fou Union Sportive de Berkane i el mateix any es fundà un nou club amb el nom Chabab Riadhi de Berkane. El 1971, ambdós clubs es fusionaren creant el Renaissance Sportive de Berkane (Nahdat Berkane).

## Palmarès
- Copa marroquina de futbol:[3]
  - 2018

## Futbolistes destacats
- Ayoub El Kaabi
- Mamadou Soro Nanga
- Abdelkader El Brazi
- Mohammed Aziz
- Adil Serraj